# Біг на 100 метрів з бар'єрами
Біг на 100 метрів з бар’єрами, — це легкоатлетичне змагання, що проводиться переважно жінками (чоловічий аналог — це 110 метрів з бар’єрами). Для змагань десять бар'єрів висотою 83,8 см розміщені вздовж прямої доріжки в 100 м. Перша перешкода ставиться після розбігу на 13 метрів від лінії старту. Наступні 9 перешкод встановлюються на відстані 8,5 метрів одна від одної, а відстань від останньої перешкоди до фінішу довжиною 10,5 метрів. Бар'єри налаштовані таким чином, що вони впадуть, якщо на них зіткнеться бігун, але зважені так, що це невигідно. Впалі перешкоди не враховуються проти бігунів за умови, що вони не натрапляють на них спеціально. Як і спринт на 100 метрів, біг на 100 м із бар’єрами починається зі стартових блоків.
Найшвидші спортсмени пробігають дистанцію за час приблизно 12,5 секунди. Світовий рекорд, встановлений Кендрою Гаррісон, становить 12,20 секунди.

## Історія
Забіги розпочалася ще в 1830-х роках в Англії, де вздовж 100 ярдів були розміщені дерев'яні перешкоди. Біг із перешкодами був включений до інавгураційних Світових ігор серед жінок у 1922 році та вперше вийшов на Олімпійські ігри в 1932 році як 80 м із перешкодами замість 100 м. Починаючи з літніх Олімпійських ігор 1972 року, жіноча дистанція була подовжена до 100 м з бар'єрами. 
Спринтові перегони з бар'єрами проводили  з початку жіночої легкої атлетики, відразу після закінчення Першої світової війни. Спочатку відстань та висота перешкод різнились. Поки чоловіки бігли на 110 м з бар’єрами, Міжнародна федерація жіночого спорту до 1926 року зареєструвала рекорди восьми різних дисциплін (60 ярдів / 75 см висота, 60 ярдів / 61 см, 65 ярдів / 75 см, 83 ярди / 75 см, 100 ярдів / 75 см, 100 ярдів / 61 см, 120 ярдів / 75 см, 110 метрів / 75 см). На перших Світових іграх серед жінок у 1922 р. Було проведено забіг на 100 м з бар’єрами.
З 1926 по 1968 рік пробігали лише дистанцію 80 м. На дистанції 80 м жінкам доводилося долати вісім бар'єрів, розташованих на відстані 8 метрів один від одного та висоті 76,2 см.
Так само як і у забігах серед чоловіків, до 1935 року можна було збити не більше трьох перешкод (інакше бігун був би дискваліфікований), а час був офіційно зареєстрований лише в тому випадку, якщо бігунка пройшла чисто усі свої бар'єри. У 1935 році це правило було змінено, і були введені Г-подібні бар'єри, які легко падали вперед і значно зменшували ризик травмування бігуна. Бар'єри важкі, тому спортсменка втрачає швидкість при контакті з бар'єром.
| Відстань | Кількість перешкод | Висота  | Відстань складена з | Відстань складена з | Відстань складена з |
| Відстань | Кількість перешкод | Висота  | Розбіг              | Інтервали           | Фініш               |
| -------- | ------------------ | ------- | ------------------- | ------------------- | ------------------- |
| 80 м     | 8                  | 76.2 см | 12 м                | 8,0 м               | 12,0 м              |
| 100 м    | 10                 | 83,8 см | 13 м                | 8,5 м               | 10,5 м              |

Біг з перешкодами на 80 метрів входили до списку жіночих видів спорту, яких вимагала Міжнародна федерація жіночого спорту для літніх Олімпійських ігор у 1928 році, але не були включені як олімпійська дисципліна до 1932 року. Починаючи з 1949 року, біг на 80 м з бар’єрами був однією з дисциплін, включених до жіночого п’ятиборства.
Протягом 1960-х років проводились експериментальні забіги на відстань 100 метрів із використанням бар'єрів висотою 76,2 см. Під час літніх Олімпійських ігор 1968 року було прийнято рішення про введення бігу з бар'єрами на 100 м із висотою 84 см. Перше міжнародне змагання на дистанції 100 м з бар’єрами відбулася на чемпіонаті Європи з легкої атлетики, який виграла Карін Бальцер, НДР . Сучасні 100 м забіг має додаткові 2 перешкоди у порівнянні з 80 м, які вище і розташовані трохи далі один від одного. Фініш коротший на 1,5 м.

### Жінки
Найкращі спортсмени за всю історію легкої атлетики 
| Рез.  | Спортсменка         | Спортсменка            | Країна      | Місце        | Дата       | Пр. |
| ----- | ------------------- | ---------------------- | ----------- | ------------ | ---------- | --- |
| 12,20 | Кендра Гаррісон     | Kendra Harrison        | США         | Лондон       | 22.07.2016 |     |
| 12,21 | Йорданка Донкова    | Yordanka Donkova       | Болгарія    | Стара Загора | 20.08.1988 |     |
| 12,25 | Гінка Окаґбаре      | Ginka Загорчева        | Болгарія    | Драма        | 08.08.1987 |     |
| 12,26 | Людмила Енквіст     | Ludmila Engquist       | Росія       | Севілья      | 06.06.1992 |     |
| 12,26 | Бріанна Роллінс     | Brianna Rollins-McNeal | США         | Де-Мойн      | 22.06.2013 |     |
| 12,26 | Жасмін Камачо-Квінн | Jasmine Camacho-Quinn  | Пуерто-Рико | Токіо        | 01.08.2021 |     |
| 12,28 | Саллі Пірсон        | Sally Pearson          | Австралія   | Тегу         | 03.09.2011 |     |
| 12,32 | Даніель Вільямс     | Danielle Williams      | Ямайка      | Лондон       | 20.07.2019 |     |
| 12,33 | Ґейл Діверс         | Gail Devers            | США         | Сакраменто   | 23.07.2000 |     |
| 12,34 | Шаріка Аррон        | Sharika Нелвіс         | США         | Юджин        | 26.06.2015 |     |
| 12,34 | Ніа Алі             | Nia Ali                | США         | Доха         | 06.10.2019 |     |